# Call of Duty: Strike Team
Call of Duty: Strike Team јесте видео-игра у жанру тактичке пуцачине коју је развио The Blast Furnace. Игра је изашла за iOS 5. септембра а за Android 24. октобра 2013. године.
Прича у игри почиње непосредно пре главних догађаја из Call of Duty: Black Ops II. Игра садржи једино мод за једног играча којег чине кампања и преживљавање.

## Гејмплеј
Играч има могућност да се пребаце из првог лица у перспективу дрона из ваздуха. С неба, играч може командовати свом одреду да нађе заклон, баца ручне бомбе, пуца и заузима позиције. Овај мод уводи стратешко играње, истовремено побољшавајући тактику позиционирања. Лева и десна страна екрана служи као виртуални аналогни стикови за кретање док се карактер налази у првом лицу. Штавише, игра истиче и „брзо циљање” (енгл. quick aim) преко малих стрелица који се налазе на дну екрана. Притискање једне од стрелица ће узроковати да карактер нациља најближу мету.

## Пријем
релативно је добро прошао код критичара по изласку. Просечна оцена на сајту Metacritic износи 71/100 на основу 19 рецензија.
Брајан Алберт из IGN-а изјавио је да су добре стране игре њена опција тактичког прегледа и консантна окључавања надограђеног оружја. Међутим, главни недостаци игре су њено невешто циљање, тешко управљање над одредом и збркана прича.